# Józef Paulin Sanguszko
Józef Paulin Jan Adam Sanguszko (ur. 20 czerwca 1740 w Kolbuszowej, zm. 12 maja 1781 w Krakowcu) – marszałek wielki litewski od 1768, marszałek nadworny litewski od 1760, książę, starosta krzemieniecki i czerkaski.

## Życiorys
Był najstarszym synem Pawła Karola i Barbary z Duninów. W 1774 poślubił Annę Cetnerównę, z którą miał syna Romana (1775-1790). 
Poseł na sejm walny w 1758 z województwa kijowskiego. W 1763 został kawalerem Orderu Orła Białego. Był zwolennikiem Familii Czartoryskich. W czasie elekcji 1764 roku został sędzią generalnego sądu kapturowego. W 1764 podpisał elekcję Stanisława Augusta Poniatowskiego. W 1766 roku był posłem na Sejm Czaplica z województwa kijowskiego. Był członkiem konfederacji radomskiej 1767  roku. W czasie Sejmu Repninowskiego wszedł do grona delegatów wyznaczonych do negocjowania z posłem rosyjskim traktatu gwarancyjnego i nowej konstytucji. W 1767 napisał Projekt reformy rządu. 